# Agnosphitys
Agnosphitys (лат.) — род динозавроморфов, живший на территории современеный Великобритании. Известен по фрагментарным остаткам от двух особей. Представлен одним видом — Agnosphitys cromhallensis.
Отложения, в которых были найдены остатки животного, датируются норийским и рэтским ярусами позднего триаса или, возможно, геттангским ярусом ранней юры. 

## Открытие и наименование
Типовой вид — Agnosphitys cromhallensis — был описан Nicholas Fraser, Kevin Padian, Gordon Walkden и A. L. M Davis в начале 2002 года. Голотип состоит из одного изолированного левого подвздошной кости; второй образец представляет собой частичный скелет, включающий левую верхнюю челюсть, плечевую кость и левый астрагал. Они были найдены в формации Magnesian Conglomerate (графство Эйвон, Великобритания).

## Классификация

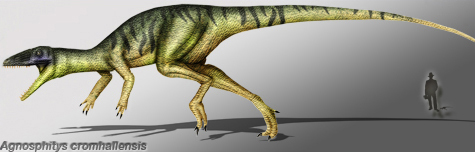
Устаревшая реконструкция Agnosphitys, изображающая его базальным динозавром

Остатки Agnosphitys не поддавались точной классификации в первоначальном описании; авторы поместили его вне клады Dinosauria, используя определение группы, изложенное Padian и May (1995).
Несмотря на малое количество известных окаменелостей, Agnosphitys был включён в два филогенетических анализа, изучающих родственные связи примитивных динозавров. Yates (2007) отнёс этот род к тероподам, а Ezcurra (2010) отнёс его к Guaibasauridae. В исследовании 2015 года род был отнесён к силезавридам.
В масштабном филогенетическом исследовании ранних динозавров и диозавромофов Matthew Baron, David Norman и Paul Barrett (2017) также отнесли Agnosphitys к Silesauridae.